# شکورپیلووتسی
شکورپیلووتسی (به بلغاری: Shkorpilovtsi) یک منطقهٔ مسکونی در بلغارستان است که در استان وارنا واقع شده‌است.
 شکورپیلووتسی  ۷۷۴ نفر جمعیت دارد و ۲۳ متر بالاتر از سطح دریا واقع شده‌است.